# Урумлък
Урумлък или членувано Урумлъкът (на гръцки: Ρουμλούκι, Румлуки) е историко-географска област в Гърция, разположена по долното течение и делтата на река Бистрица (на гръцки Алиакмонас).
Областта граничи на север с територията на бившето Ениджевардарско езеро и през него с областта Боймия, на изток през река Караазмак (Лудиас) с Вардарията и на запад със Сланицата. Урумлъкът обхваща около 40 села на територията на демите Александрия (Гида) и Бер. До 1912 година Урумлъкът има преобладаващо гръцко население, като околните три области на север, запад и изток са населени с българи. В превод от турски език Урумлък означава Гръцка област.
По време на Гръцката въоръжена пропаганда в Македония селата в Урумлъка заедно с Негуш и Бер са основни бази на гръцките чети сражаващи се с тези на ВМОРО, начело с Апостол войвода в района на Ениджевардарското езеро.
- Булчинска носия от Урумлъка
- Моминска носия от Урумлъка
- Празнична женска носия от Урумлъка